# Комар Денис Анатолійович
Денис Анатолійович Комар — старший солдат Збройних сил України, учасник російсько-української війни, що трагічно загинув під час російського вторгнення в Україну в 2022 році.
Помічник гранатометника 1-го відділення 3-го взводу оперативного призначення 3-ї роти оперативного призначення 1-го батальйону ОЗСП «Азов».
В 19 років Денис обрав шлях військового. Перед початком повномасштабного вторгнення дислокувався в Одесі. З початком повномасштабного вторгнення відправився боронити нашу країну від загарбників. Хлопець мав бойовий досвід в гарячих точках, тому його направили протистояти ворогам у Маріуполі. В нього залишився молодший брат, троє сестер та мама.
23 березня 2022, під час виконання бойового завдання загинув від кулі снайпера поблизу Маріуполя.
7 липня 2022 Дениса поховали на Центральному кладовищі міста Кривий Ріг.

## Нагороди
- орден «За мужність» III ступеня (2022, посмертно) — за особисту мужність і самовіддані дії, виявлені у захисті державного суверенітету та територіальної цілісності України, вірність військовій присязі, зразкове виконання службового обов'язку.